# Votez McKay
Pour plus de détails, voir Fiche technique et Distribution.
Votez McKay (The Candidate) est un film américain dramatique réalisé par Michael Ritchie, sorti en 1972, avec dans les rôles principaux Robert Redford et Peter Boyle.

## Synopsis
Au cours des élections sénatoriales en Californie, s'affrontent deux conceptions de la politique, l'idéalisme d'un jeune débutant dans la politique et le cynisme d'un politicien d'expérience. Un spécialiste des élections, Lucas, en l'absence de personnalités adéquates dans le camp Démocrate, se tourne vers le fils d'un ancien gouverneur, McKay, aux convictions écologiques et sociales, et aux faux airs de Kennedy, pour affronter le sénateur sortant, Jarmon, du Parti Républicain. Pensant Jarmon imbattable, Lucas explique à McKay qu'il a peu de chances de l'emporter mais, par contre, qu'il pourra faire campagne librement, et dire ce qu'il veut.
La campagne débute mal : les salles où McKay doit parler sont vides, des personnes l'insultent ou l'agressent ; McKay et son directeur de campagne s'affrontent durement, mais peu à peu, le caractère novateur de la campagne de McKay le fait remonter dans les sondages. Et celui-ci, également, sur les conseils des spécialistes de son équipe, devient également plus démagogue dans ses propos, reniant en partie ses idéaux et se lançant, par exemple, dans de vagues promesses. Il rentre dans le jeu politique,,. Finalement victorieux, à sa surprise, McKay se tourne vers Lucas le soir de l'élection pour lui dire : « et maintenant, que fait-on ? ».

## Analyse
Ce film résume bien l'organisation d'une campagne électorale aux États-Unis, avec la mobilisation permanente de l'équipe de campagne, tout en critiquant l'importance donnée à l'argent et aux médias télévisuels, qui dominent par rapport au débat d'idées. Le mythe Kennedy, encore très fort en 1972, est très présent dans le personnage de McKay. Michael Ritchie, qui a travaillé avec les frères Albert et David Maysles, emprunte au style du cinéma-vérité et du reportage télévisé.
L'acteur principal, Robert Redford, qui incarne le candidat McKay, et qui prend habituellement clairement parti pour le Parti Démocrate, a voulu ce film. Il a choisi lui-même le réalisateur Michael Ritchie et le scénariste Jeremy Larner, y joue, et en est aussi un des producteurs.

## Fiche technique
- Titre français : Votez Mc Kay
- Titre original : The Candidate
- Réalisation : Michael Ritchie Scénario : Jeremy Larner
- Musique : John Rubinstein
- Photographie : Victor J. Kemper
- Montage : Richard A. Harris & Robert Estrin
- Société de production : Redford-Ritchie & Walter Coblenz
- Société de distribution : Warner Bros. Pictures
- Pays :  États-Unis
- Langue : Anglais
- Format : Couleur - Mono - 35 mm - 1.85:1
- Genre : Comédie dramatique
- Durée : 106 min
- Sorti à Paris : 23 août 1972

## Distribution
- Robert Redford (VF : Marc de Georgi) : Bill McKay
- Peter Boyle (VF : Marc Cassot) : Marvin Lucas
- Don Porter (VF : Claude Joseph) : Crocker Jarmon
- Allen Garfield (VF : Jacques Dynam) : Howard Klein
- Michael Lerner (VF : Richard Darbois) : Paul Corliss
- Karen Carlson (en) : Nancy McKay, l'épouse de Bill McKay
- Melvyn Douglas : John J. McKay, le père de Bill McKay
- Quinn Redeker (VF : Serge Lhorca) : Rich Jenkins
- Morgan Upton : Henderson
- Christopher Pray : David
- Kenneth Tobey (VF : Raymond Loyer) : Floyd J. Starkey
- Joe Miksak (VF : René Bériard) : Neil Atkinson
- Natalie Wood (non créditée) : elle-même

## Autour du film
Natalie Wood (non créditée) fait une brève apparition dans son propre rôle où elle s'implique ouvertement pour le candidat débutant et idéaliste. Elle avait déjà tourné avec Robert Redford en 1965 dans Daisy Clover de Robert Mulligan, puis en 1966 dans Propriété interdite de Sydney Pollack.

## Accueil
Le film a été accueilli au moment de sa sortie avec réticence par une partie du public et de la critique qui lui reprochent un manque de dramatisation.
Avec le temps, les observateurs ont toutefois noté qu'il restait d'une étonnante actualité, par exemple sur les idées écologiques initiales du candidat McKay, les incendies de forêts qui font déjà des ravages et les républicains qui qualifient les écologistes d'«extrêmes».

## Distinctions
- Sélection à la Mostra de Venise 1972[5].
- Oscar du meilleur scénario original pour Jeremy Larner en 1973.